# Палмова цивета на Хоус
Палмовата цивета на Хоус (Diplogale hosei) е вид от семейство Виверови, ендемичен за остров Борнео. Той е включен в Червения списък на IUCN като уязвим поради продължаващ спад на популацията, оценен на повече от 30% през последните три поколения (около 15 години) и се предполага, че ще бъде повече от 30% през следващите три поколения поради намаляване на популацията в резултат от унищожаването и деградацията на местообитанията.
Diplogale е монотипичен род. Палмовата цибетка на Хосе е кръстена на зоолога Чарлз Хоус от Олдфийлд Томас през 1892 г. Хоус събира първия екземпляр от вида в Саравак през 1891 г.
Малкото, което се знае за вида, е базирано на 17 музейни екземпляра по целия свят. Едва през 1997 г. първият жив екземпляр е заловен и освободен след два месеца. Циветата на Хоус не се отглежда в плен никъде по света.

## Разпространение и местообитание
Срещания на циветата на Хоус са регистрирани в няколко местности в Саравак и Сабах в малайзийското Борнео и в Бруней. Среща се и в Калимантан на надморска височина 325 м.
Възможно е предпочитаното местообитание на циветата на Хоус да са влажни, като гори близо до обрасли с мъх камъни и потоци.

## Екология и поведение
Циветата на Хоус е активна по здрач и нощем и се смята, че е с по-наземен характер от другите виверови. Смята се, че прави леговища в дупки между камъни и/или корени на дървета.
Малко се знае за диетата на циветата на Хоус в дивата природа, въпреки че се смята, че се храни с малки риби, скариди, раци, жаби и насекоми сред обрасли с мъх камъни и потоци. Единственият индивид, който някога е пленяван жив, е ял само месо и риба, но не и плодове, предпочитаната диета от всички останали вивериди в Борнео.

## Заплахи
Смята се, че загубата и разрушаването на местообитания са основна заплаха за този вид. Циветата на Хоус може да има непоносимост към смушения, причинени от дърводобив, въпреки че все още не е известно дали е в състояние да продължи да съществува и/или да се разпръсне в гора, разпокъсана от полета за изсичане и изгаряне и пътища за дърводобив. Ловът все повече може да бъде заплаха за вида, тъй като броят на популациите и тенденциите са напълно неизвестни. Възможно е видът да се класира за по-висока категория на застрашеност, след като бъде налична повече информация за неговата екология и заплахи. Счита се за спешно да бъдат проведени допълнителни изследвания на този вид.

## Подобни видове
Циветата на Хоус е подобна на ивичестата палмова цивета (Hemigalus derbyanus). Циветата на Хоус е описана за първи път като Hemigalus hosei през 1892 г. от Олдфийлд Томас и едва през 1912 г. той установява, че разликата във формата на муцуната и зъбите, както и очевидната разлика в модела на оцветяване, предполагат необходимостта от разграничаване на родовете Diplogale и Hemigalus. Подобно на циветата на Хоус, ивичестата палмова цивета е строго нощно животно и живее повече на земята; разпространението на циветата на Хоус обаче е много по-ограничено.
Голямата муцуна и дългите лицеви мустаци на циветата на Хоус са подобни на тези на видровата цивета (Cynogale bennettii). Видрата цивета е известна като полуводно животно и има ципести крака; среща се главно в равнинни дъждовни гори.

## Външни връзки
|  | Тази страница частично или изцяло представлява превод на страницата Hose's palm civet в Уикипедия на английски. Оригиналният текст, както и този превод, са защитени от Лиценза „Криейтив Комънс – Признание – Споделяне на споделеното“, а за съдържание, създадено преди юни 2009 година – от Лиценза за свободна документация на ГНУ. Прегледайте историята на редакциите на оригиналната страница, както и на преводната страница, за да видите списъка на съавторите. ВАЖНО: Този шаблон се отнася единствено до авторските права върху съдържанието на статията. Добавянето му не отменя изискването да се посочват конкретни източници на твърденията, които да бъдат благонадеждни. |